# Josh Dubovie

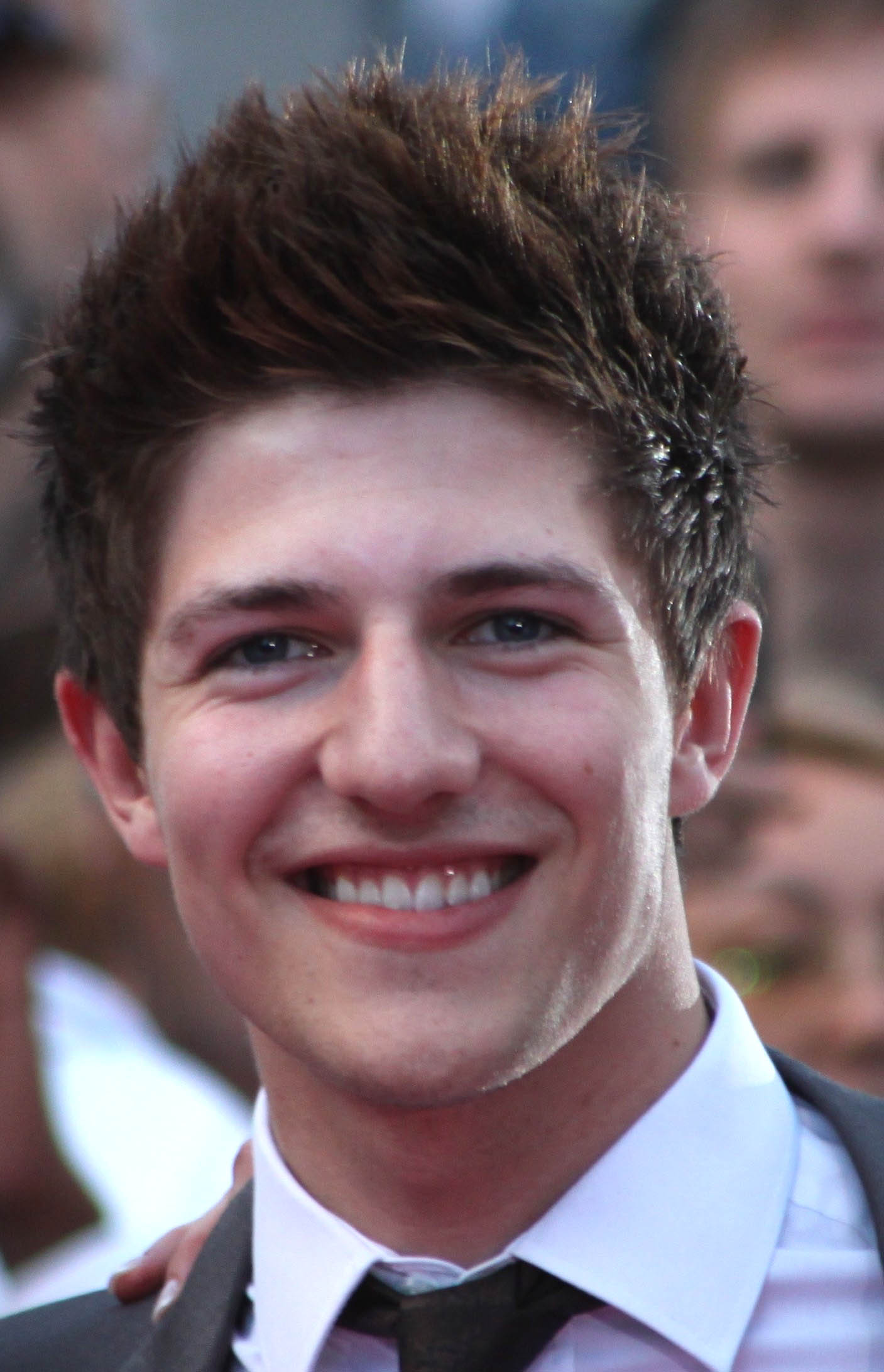
Josh Dubovie bei der „Eurovision Welcome Party“ in Oslo (2010)

Josh James Dubovie (* 27. November 1990 in Laindon, Essex) ist ein britischer Sänger.

## Leben und Wirken
Im Alter von neun Jahren trat Dubovie zum ersten Mal in einem Bühnenclub auf. Als er 15 Jahre alt war, spielte er Enjolras in einer Schulaufführung von Les Miserables. Im Juli 2008 war er im selben Musical in der Rolle des Javert in einer Aufführung des Towngate Theatre in Basildon zu sehen. Ebenfalls im Juli 2008 trat er vor 40.000 Besuchern beim Basildon Festival auf. Im Mai 2008 gewann er den Gesangsbewerb Southend United Blues Idol, bei dem Teilnehmer aus ganz Essex auftraten, und im September 2008 war er der Gewinner von Billericay's Got Talent. Bei den großen TV-Castingshows The X Factor und Britain’s Got Talent wurde er jedoch schon im Vorfeld abgelehnt.

## Eurovision Song Contest 2010
Dubovie war am 12. März 2010 Kandidat in der auf dem Sender BBC One ausgestrahlten britischen Castingshow Eurovision: Your Country Needs You. Er trat gegen die fünf Kandidaten Alexis Gerred, Esma Akkilic, Karen Harding, Miss Fitz und Uni 5 an und wurde nach seiner Interpretation des Jason-Donovan-Hit Too Many Broken Hearts von Pete Waterman unter die letzten drei Teilnehmer gewählt. Nach der Interpretation des Siegerliedes durch Dubovie, Alexis Gerred und Esma Akkilic, wurde Josh Dubovie schließlich per Telefonabstimmung als Kandidat für den Eurovision Song Contest ermittelt. Bei seiner Teilnahme mit dem von Pete Waterman und Mike Stock komponierten Beitrag That Sounds Good to Me am Eurovision Song Contest landete er schließlich auf dem letzten Platz. Auch kommerziell gesehen war das Lied ein großer Misserfolg. Erstmals seit 1987 wieder, verpasste ein nationaler Beitrag den Einstieg in die britischen Charts.
2013 nannte sich Dubovie entsprechend seinem zweiten Vornamen nur noch „Josh James“ und veröffentlichte einen Titel namens Game Over.